# Cadillac Records: Music from the Motion Picture
Cadillac Records é um álbum de trilha sonora do filme homônimo Cadillac Records. O álbum teve um bom desempenho, se destacando na parada americana "Top Blues Albums" onde ficou em primeiro lugar por 48 semanas. O álbum também entrou na "Billboard 200" onde teve seu pico no n° 66, e conseguiu o sexto lugar no Billboard "Top Soundtracks"
A música "Once in a Lifetime" cantada por Beyoncé recebeu uma indicação na categoria Best Original Song no Golden Globe Awards, a canção também recebeu uma indicação ao Grammy Awards na categoria Best Song Written For Motion Picture, Television Or Other Visual Media. A versão cover de "At Last" feita por Beyoncé venceu a categoria Best Traditional R&B Vocal Performance no Grammy Awards de 2010.

## Faixas
A trilha sonora contém regravações de canções do catálogo clássico da Chess Records feita por artistas contemporâneos - que têm um papel principal no filme - assim como novas canções, talento atual, e segundo Thom Jurek da Allmusic "muita originalidade"
| Standard |                                |                    |         |  |
| N.º      | Título                         | Interprete(s)      | Duração |  |
| 1.       | "I'm a Man"                    | Jeffrey Wright     | 3:50    |  |
| 2.       | "At Last"                      | Beyoncé            | 3:00    |  |
| 3.       | "No Particular Place to Go"    | Mos Def            | 2:47    |  |
| 4.       | "I'm Your Hoochie Coochie Man" | Jeffrey Wright     | 3:54    |  |
| 5.       | "Once In a Lifetime"           | Beyoncé            | 3:59    |  |
| 6.       | "Let's Take a Walk"            | Raphael Saadiq     | 2:28    |  |
| 7.       | "6 o'Clock Blues"              | Solange            | 3:37    |  |
| 8.       | "Nadine"                       | Mos Def            | 2:50    |  |
| 9.       | "The Sound"                    | Mary Mary          | 3:29    |  |
| 10.      | "Last Night"                   | Little Walter      | 2:53    |  |
| 11.      | "I'd Rather Go Blind"          | Beyoncé            | 3:10    |  |
| 12.      | "My Babe"                      | Columbus Short     | 2:57    |  |
| 13.      | "Bridging the Gap"             | Nas (com Olu Dara) | 4:00    |  |

### Deluxe Edition
| CD 1 |                                |                    |         |  |
| N.º  | Título                         | Interprete(s)      | Duração |  |
| 1.   | "I'm a Man"                    | Jeffrey Wright     | 3:50    |  |
| 2.   | "At Last"                      | Beyoncé            | 3:00    |  |
| 3.   | "No Particular Place to Go"    | Mos Def            | 2:47    |  |
| 4.   | "I'm Your Hoochie Coochie Man" | Jeffrey Wright     | 3:54    |  |
| 5.   | "Once In a Lifetime"           | Beyoncé            | 3:59    |  |
| 6.   | "Let's Take a Walk"            | Raphael Saadiq     | 2:28    |  |
| 7.   | "6 o'Clock Blues"              | Solange            | 3:37    |  |
| 8.   | "Nadine"                       | Mos Def            | 2:50    |  |
| 9.   | "The Sound"                    | Mary Mary          | 3:29    |  |
| 10.  | "Last Night"                   | Little Walter      | 2:53    |  |
| 11.  | "I'd Rather Go Blind"          | Beyoncé            | 3:10    |  |
| 12.  | "My Babe"                      | Columbus Short     | 2:57    |  |
| 13.  | "Bridging the Gap"             | Nas (com Olu Dara) | 4:00    |  |

| CD 2 |                               |                                 |         |  |
| N.º  | Título                        | Interprete(s)                   | Duração |  |
| 1.   | "Maybellene"                  | Mos Def                         | 2:31    |  |
| 2.   | "Forty Days and Forty Nights" | Buddy Guy                       | 2:48    |  |
| 3.   | "Trust in Me"                 | Beyoncé                         | 3:44    |  |
| 4.   | "Juke"                        | Soul Seven e Kim Wilson         | 2:30    |  |
| 5.   | "Smokestack Lightnin'"        | Eamonn Walker                   | 3:10    |  |
| 6.   | "Promised Land"               | Mos Def                         | 2:30    |  |
| 7.   | "All I Could Do Was Cry"      | Beyoncé                         | 3:10    |  |
| 8.   | "My Babe"                     | Elvis Presley                   | 2:09    |  |
| 9.   | "I Can't Be Satisfied"        | Jeffrey Wright                  | 2:18    |  |
| 10.  | "Come On"                     | Mos Def                         | 2:34    |  |
| 11.  | "Country Blues"               | Jeffrey Wright e Bill Sims, Jr. | 3:42    |  |
| 12.  | "Evolution of a Man"          | Q-Tip e Al Kapone               | 3:06    |  |
| 13.  | "Radio Station"               | Terence Blanchard               | 2:07    |  |

## Recepção da crítica
| Críticas profissionais | Críticas profissionais |
| Avaliações da crítica  | Avaliações da crítica  |
| Fonte                  | Avaliação              |
| ---------------------- | ---------------------- |
| Allmusic               | 2.5 de 5 estrelas.     |
| About                  | [ 5 ]                  |
| Entertainment Weekly   | [ 6 ]                  |
| Military               | positivo               |
| Rolling Stone          | 2 de 5 estrelas.       |
| Rotten Tomatoes        | 3.5 de 5 estrelas.     |

Thom Jurek da Allmusic deu para a trilha sonora duas estrelas e meia de cindo e destacou que a mesmo tem uma "vigorosa originalidade". Dando duas estrelas e meia de cinco, Robert Fontenot, desaprovou Beyoncé e Mos Def a trilha sonora, "Beyoncé sabe cantar blues, mas não sabe senti-lo, Mos Def não tem qualquer semelhança com os vocais de Chuck Berry", Robert deu destaque a Jeffrey Wright, observando que ele foi o que "chegou mais perto dos vocais e do som musical de Muddy Waters.
Kevin Amorim  da Military destacou o bom desempenho de Beyoncé em "At Last" e "I'd Rather Go Blind", dizendo "Você pode dizer que a "Sasha foi feroz" na música que James co-escreveu e registrou pela primeira vez em 1968." Simon Vozick-Levinson da Entertainment Weekly observou em sua resenha que "qualquer coisa que possa ajudar a trazer os clássicos de Chess de volta nas ondas da rádio pop não pode ser tão ruim".

## Prêmios e indicações
| Ano  | Prêmio              | Nomeação                                                                               | Categoria                                                                              | Resultado |
| ---- | ------------------- | -------------------------------------------------------------------------------------- | -------------------------------------------------------------------------------------- | --------- |
| 2008 | Golden Globe Awards | Best Original Song From the Motion Picture                                             | Once in A Lifetime (por: Beyoncé Knowles)                                              | Indicação |
| 2010 | Grammy Awards       | Best Song Written for a Motion Picture, Television or Other Visual Media               | Once in A Lifetime (por: Beyoncé Knowles)                                              | Indicação |
| 2010 | Grammy Awards       | Best Traditional R&B Vocal Performance                                                 | At Last (por: Beyoncé Knowles)                                                         | Venceu    |
| 2010 | Grammy Awards       | Best Compilation Soundtrack Album for Motion Picture, Television or Other Visual Media | Best Compilation Soundtrack Album for Motion Picture, Television or Other Visual Media | Indicação |

### Precessão e sucessão
| Gráficos de sucessão                                                       | Gráficos de sucessão                                                                     | Gráficos de sucessão                                        |
| -------------------------------------------------------------------------- | ---------------------------------------------------------------------------------------- | ----------------------------------------------------------- |
| Precedido por "You've Got the Love I Need" por Al Green e Anthony Hamilton | Best Traditional R&B Vocal Performance no Grammy Award ("At Last" - Beyoncé) 2008 — 2010 | Sucedido por "Hang on in There" por John Legend e The Roots |

## Créditos
Steve Jordan foi o produtor da trilha sonora, e fez a seleção dos instrumentistas. Os parentes de Beyoncé Matthew Knowles e Solange Knowles, estão na ficha técnica. A trilha sonora contém trinta e cinco compositores, dentre eles atores do filme e os verdadeiros cantores da Chess Records:
| - Produção executiva - Marshall Chess, Mathew Knowles - Produção - Warryn Campbell, Ian Dench, Amanda Ghost, Al Kapone - Mixagem - Niko Bolas, Charles Brungardt, Kevin Crouse, Yohei Goto, Manny Marroquin, Neil Pogue, Salaam Remi, Mark Stent, Frank Wolf - Vocais - Lisa Fischer, Buddy Guy, Raphael Saadiq, Steven Jordan - Vocais de fundo - Lisa Fischer, Steven Jordan, Onitsha Shaw, Meegan Voss, - Engenharia - Niko Bolas, Charles Brungardt, Bruce Buechner, Jim Caruana, Kevin Crouse, Yohei Gotom, Al Kapone, Raphael Saadiq, Marcos Tovar, Frank Wolf, - Masterização - Greg Calbi, Tom Coyne, James Cruz, Chris Gehringer - Programação - Warryn Campbell, Steven Jordan, Al Kapone | - A&R - Juli Knapp - Guitarra - lly Flynn, Eddie Taylor Jr., Kortchmar Danny, Hubert Sumlin, Bill Sims, - Baixo - Larry Taylor, Salaam Remi, Raphael Saadiq, - Instrumentos de corda - Vincent Henry - Arranjos de cordas - Howard Drossin - Piano - Chuck Barrelhouse Goering, Leon Pendarvis - Gaita - Wilson Kim - Bateria - Steve Jordan, Bobby Ozuna, Salaam Remi - Sax - Lenny Pickett, Vincent Henry |

## Desempenho
| Tabelas musicais (2008 – 2009)                | Melhor posição |
| --------------------------------------------- | -------------- |
| Estados Unidos - Billboard 200                | 66             |
| Estados Unidos - Billboard R&B/Hip-Hop Albums | 11             |
| Estados Unidos - Billboard Top Blues Albums   | 1              |
| Estados Unidos - Billboard Top Soundtracks    | 6              |

| Tabelas musicais (2009)                     | Posição |
| ------------------------------------------- | ------- |
| Estados Unidos - Billboard Top Blues Albums | 1       |
| Tabelas musicais (2010)                     | Posição |
| Estados Unidos - Billboard Top Blues Albums | 6       |

### Canções
| "At Last" | 67 | 79 | 9 | 79 |